# عبدالله الغریر
عبدالله الغریر (انگلیسی: Abdulla Al Ghurair؛ زادهٔ) کارآفرین، سرمایه‌دار و بانکدار اهل امارات متحده عربی است، که در سال ۱۹۶۷ بانک المشرق را تأسیس کرد. مجله اقتصادی فوربس در سال ۲۰۱۸ ثروت الغریر را بالغ بر ۶ میلیارد دلار اعلام کرد.